# Valea Lungă (okręg Jassy)
Valea Lungă – wieś w Rumunii, w okręgu Jassy, w gminie Holboca. W 2011 roku liczyła 391 mieszkańców.